# C'est Bébé qui boit le muscat
Pour plus de détails, voir Fiche technique et Distribution.
C'est Bébé qui boit le muscat est un film muet français réalisé par Louis Feuillade, sorti en 1912.

## Fiche technique
- Titre : C'est Bébé qui boit le muscat
- Réalisation : Louis Feuillade
- Scénario : Louis Feuillade
- Photographie :
- Montage :
- Producteur :
- Société de production : Société des Établissements L. Gaumont
- Société de distribution :  Comptoir Ciné-Location (C.C.L)
- Pays e production :  France
- Langue : film muet avec les intertitres en français
- Métrage : 220 mètres
- Format : noir et blanc — 35 mm — 1,33:1 — muet
- Genre : comédie
- Durée : 7 minutes 20 secondes
- Date de sortie : 
  - France : 16 mai 1912

## Distribution
- René Dary : Bébé
- Renée Carl